# 太陽的哀悼歌
《太陽的哀悼歌》（日语：たいようの哀悼歌）是日本女子組合Flower的第15張單曲，於2017年8月23日由日本索尼音樂娛樂發行。

## 概要
與前作《MOON JELLYFISH》相隔約四個月後的單曲，2017年的第三張單曲。以「初回生產限定盤A(CD + DVD)」、「初回生產限定盤B(CD + DVD)」、「通常盤」、「期間生產限定盤」四種版本發售。「初回生產限定盤」附有32頁相冊的袖套規格，「期間生產限定盤」是電視動畫《未來國家的Altair》作封面。
標題歌〈太陽的哀悼歌〉是2017年7月播放的電視動畫《未來國家的Altair》的片尾曲。自第11張單曲《瞳孔深處的銀河》再次成為電視動畫片尾曲。
「初回生產限定盤」收錄的〈熱帶魚的淚 Asiatic version〉與2014年6月發售的《熱帶魚的淚》是不同版本。
「初回生產限定盤A」附屬的DVD，收錄了在2016年10月至12月進行的單獨巡演並在2017年1月份舉行的「Flower Theater 2016 〜THIS IS Flower〜 THE FINAL」片段，約110分鐘全22首歌曲收錄。
這張單曲為藤井萩花引退前最後一張參與的單曲，也是Flower在六人體制之下最後一張單曲。另外，隨著Flower在2019年9月正式解散，這張單曲同時為Flower最後一張實體單曲。

## 銷售成績
在8月22日的Oricon日間排名中，以40,000張銷售量排名1位。之後還有其他作品的追擊，保持首日的銷售量直到結束，在9月4日的Oricon週間排名中，以賣出58,000張排名1位。是組合出道7年來首次獲得Oricon週間1位。另外，在動漫週間排名中，繼《瞳孔深處的銀河》後連續兩次連續獲得1位。

## 收錄曲目
- 全碟填詞：小竹正人（日语：小竹正人）

### 初回生產限定盤A
CD
1. 太陽的哀悼歌　[4:05]
作曲：Carlos K.、Kanata Okajima；編曲：Carlos K.
電視動畫《將國戡亂記》的片尾曲
2. Stranger　[3:33]
作曲・編曲：Red-T、Kei Shimojo
3. 熱帶魚的淚 Asiatic version　[4:46]
作曲：SKY BEATZ、FAST LANE；編曲：Tomoya Nakai
4. 太陽的哀悼歌 instrumental　[4:04]
作曲：Carlos K.、Kanata Okajima；編曲：Carlos K.

DVD
1. 「太陽的哀悼歌」 MUSIC VIDEO
2. Flower Theater 2016 〜THIS IS Flower〜 THE FINAL

22首收錄曲如下
1. 人魚公主
2. 瞳孔深處的銀河
3. Blue Sky Blue
4. 紫陽花萬花筒
5. 太陽和向日葵
6. 秋風的回應
7. 初戀
8. 溫柔滿溢
9. 熱帶魚的淚
10. 再見、愛麗絲
11. 只因經歷比他人更悲傷的戀愛
12. CALL
13. Virgin Snow 〜初心〜
14. Lucky 7
15. Monochrome
16. Dolphin Beach
17. Dreamin' Together feat. Little Mix
18. Imagination
19. Flower Garden
20. 白雪公主 orchestra mix
21. Colorful
22. TOMORROW ～幸福的法則～

### 初回生產限定盤B
1. 太陽的哀悼歌
2. Stranger
3. 熱帶魚的淚 Asiatic version
4. 太陽的哀悼歌 instrumental

DVD
1. 「太陽的哀悼歌」 MUSIC VIDEO

### 通常盤
1. 太陽的哀悼歌
2. Stranger
3. 太陽的哀悼歌 instrumental

### 期間生產限定盤
1. 太陽的哀悼歌 -Another version-
2. 太陽的哀悼歌 -Another version- TV edit
3. 太陽的哀悼歌

## 外部連結
- YouTube上的Flower 『太陽的哀悼歌』
- Flower官方網站（页面存档备份，存于） （日語）
- 官網唱片介紹
  - 初回生產限定盤A（页面存档备份，存于） （日語）
  - 初回生產限定盤B（页面存档备份，存于） （日語）
  - 通常盤（页面存档备份，存于） （日語）
  - 期間生產限定盤（页面存档备份，存于） （日語）